# Телјурајд (Колорадо)
Телјурајд (енгл. Telluride) град је у америчкој савезној држави Колорадо.

## Демографија
По попису из 2010. године број становника је 2.325, што је 104 (4,7%) становника више него 2000. године.
| Група             | 2000.         | 2010.         |
| Белци             | 1.990 (89,6%) | 2.029 (87,3%) |
| Афроамериканци    | 9 (0,4%)      | 9 (0,4%)      |
| Азијати           | 16 (0,7%)     | 27 (1,2%)     |
| Хиспаноамериканци | 160 (7,2%)    | 219 (9,4%)    |
| Укупно            | 2.221         | 2.325         |